# Сосна Веймутова (Бичківці)
«Сосна Веймутова» — ботанічна пам'ятка природи місцевого значення в Україні. Пам'ятка природи розташована на території Чортківського району Тернопільської області, с. Бичківці, у старому парку біля церкви.
Площа — 0,02 га, статус отриманий у 1994 році.